# Herakleopolis
Herakleopolis – stolica Dolnego Egiptu w starożytnym Egipcie w czasie IX i X dynastii. W czasach późniejszych traciła na ważności. Obecnie jest to miasto Ihnasijja, w 2006 roku liczyło 37 174 mieszkańców.